# Jablotschnoje (Kaliningrad)
Jablotschnoje (russisch Яблочное, deutsch Eichhorn, Kreis Insterburg, litauisch Eichhornas) ist ein Ort in der russischen Oblast Kaliningrad. Er gehört zur kommunalen Selbstverwaltungseinheit Stadtkreis Tschernjachowsk im Rajon Tschernjachowsk. 
Heute besteht Jablotschnoje (offenbar) aus zwei Ortsteilen, von denen sich der eine Teil an der Ortsstelle Kiaunischken/Stierhof befindet und der weitere Ortsteil eine Neuansiedlung etwa zwei Kilometer nördlich von Kalinowka (Aulowönen/Aulenbach) darstellt. Die Ortsstelle Eichhorn mit den Ortsteilen Alt Eichhorn und Neu Eichhorn ist verlassen, ebenso das nach Eichhorn eingemeindete Rauben. 

## Geographische Lage
Jablotschnoje liegt 22 Kilometer nördlich der Rajonshauptstadt Tschernjachowsk (Insterburg) und ist über eine Stichstraße von Kalinowka (Aulowönen, 1938–1946 Aulenbach) aus in nordöstlicher Richtung zu erreichen. Bis 1945 war der Ort Bahnstation an der Bahnstrecke Insterburg–Groß Skaisgirren (1938–1946 Kreuzingen, heute russisch: Bolschakowo) der Insterburger Kleinbahnen. 

## Geschichte
Der kleine, bis 1946 Eichhorn genannte Ort, wurde 1874 in den neu errichteten Amtsbezirk Keppurlauken eingegliedert, der – auch nach seiner Umbenennung in „Amtsbezirk Birkenhof“ im Jahre 1930 – bis 1945 zum Kreis Insterburg im Regierungsbezirk Gumbinnen der preußischen Provinz Ostpreußen gehörte. Im Jahre 1910 zählte das Dorf mit dem Wohnplatz Kiaunischken (1938–1946: Gut Stierhof) 90 Einwohner.
Am 1. Juli 1929 wurde die Landgemeinde Rauben (nicht mehr existent), bisher zum Amtsbezirk Aulowönen (1938–1946: Aulenbach, heute russisch: Kalinowka) zugehörig, nach Eichhorn eingemeindet. Die Einwohnerzahl kletterte bis 1933 auf 136 und betrug 1939 noch 121.
Im Jahre 1945 kam Eichhorn mit dem nördlichen Ostpreußen zur Sowjetunion und erhielt 1947 die russische Bezeichnung „Jablotschnoje“. Gleichzeitig wurde der Ort in den Dorfsowjet Kalinowski selski Sowet im Rajon Tschernjachowsk eingegliedert. Von 2008 bis 2015 gehörte Jablotschnoje zur Landgemeinde Kaluschskoje selskoje posselenije und seither zum Stadtkreis Tschernjachowsk.

## Kirche
Mit seiner fast ausnahmslos evangelischen Bevölkerung war Eichhorn bis 1945 in das Kirchspiel der Kirche Aulowönen (1938–1946: Aulenbach, russisch: Kalinowka) eingepfarrt und gehörte zum Kirchenkreis Insterburg in der Kirchenprovinz Ostpreußen der Kirche der Altpreußischen Union. Heute liegt Jablotschnoje im Einzugsbereich der in den 1990er Jahren neu entstandenen evangelisch-lutherischen Gemeinde in Bolschakowo (Groß Skaisgirren, 1938–1946 Kreuzingen), einer Filialgemeinde der Pfarrei in Slawsk (Heinrichswalde) innerhalb der Propstei Kaliningrad der Evangelisch-lutherischen Kirche Europäisches Russland.